# Тотикашвили, Амиран Михайлович
Амиран Михайлович Тотикашвили (груз. ამირან მიხეილის ძე ტოტიკაშვილი; род. 21 июля 1969 или 21 июня 1969, Марткопи, Гардабанский район) — заслуженный мастер спорта СССР по дзюдо, бронзовый призёр Олимпийских игр, чемпион мира, неоднократный победитель и призёр чемпионатов Европы, неоднократный победитель чемпионатов СССР по дзюдо, чемпион Игр Доброй воли.

## Биография
Впервые добился успеха на международной арене в 1987 году, выиграв второе место на международном турнире в Ленинграде среди юниоров, а уже в следующем году получил звание чемпиона СССР и чемпиона Европы уже среди взрослых. Чемпионат СССР рассматривался в том числе, как отборочный к Олимпийским играм 1988 года и в финале А. Тотикашвили победил фаворита турнира Али Хамхоева. Али Хамхоев описывает это так:
Моим единственным конкурентом в весе до 60 кг считался Игорь Жучков из Челябинска. Его я победил иппоном в полуфинале. Из другой подгруппы в финал вышел Амиран Тотикашвили, которого я на тот момент не знал. Меня, если честно, «подвёл» зал. Болельщики хотели, чтобы я победил досрочно. До конца схватки оставалось всего 19 секунд, я выигрывал, надо было просто довести дело до победы. Но зал шумел, и я полез вперед, а соперник схватил мою больную ногу и «выдернул» её. Так я проиграл самый важный для себя чемпионат СССР, предолимпийский.
После победы на чемпионате Европы Амиран Тотикашвили попал в олимпийскую команду.
Выступая на Летних Олимпийских играх 1988 года в Сеуле, боролся в категории до 60 килограммов. В его категории боролись 36 спортсмена, разделённые на две группы. Соревнования велись по версии системы с выбыванием после двух поражений.
В этой системе в первом круге например: борец «А» выигрывает у борца «Б», а борец «В» у борца «Г». Во втором круге встречаются выигравшие «А» и «В», при этом «А» выигрывает схватку. В этом случае «Г» (как проигравший проигравшему) выбывает из турнира, а «Б» (как проигравший выигравшему) встречается с «В» в так называемой утешительной схватке и проигравший её также выбывает из турнира. Если борец «А» продолжает выигрывать схватки, то за ним продвигается к финальной стадии и «Б», выигрывая в утешительных схватках проигравших борцу «А». Если «А» проигрывает, то и «Б» выбывает из турнира. Если «А» выходит в финал, то «Б» будет участвовать в схватке за третье место с проигравшим борцу «А» в полуфинале. Таким образом, исключается возможность того, что в первых схватках выбывали сильные борцы.
В схватках «к приведению к идеальному числу» не участвовал. В первой же схватке советский дзюдоист потерпел поражение от будущего олимпийского чемпиона Кима Джэёпа (Южная Корея), но после этого, выигрывая в утешительных схватках всех, кого выигрывал Джэёп (Махмада Мохамедшиса (Суринам), Сержио Пессоа (Бразилия), Хельмута Дитца (ФРГ)) вступил в схватку за третье место с полуфиналистом Патриком Ро и выиграл его.
1989 год стал удачным для борца: он стал чемпионом СССР, чемпионом международного турнира в Потсдаме, чемпионом мира среди студентов, второй раз чемпионом Европы и наконец, чемпионом мира. В 1990 году на чемпионате Европы остался лишь третьим, но победил на турнирах в Тбилиси и Париже а также стал чемпионом Игр доброй воли. В 1992 году выиграл турнир в Варшаве и в 1996 году был вторым на турнирах в Будапеште и Варшаве.
После окончания карьеры на тренерской работе. 11 сентября 2009 года назначен главным тренером сборной Грузии по дзюдо.
18 сентября 2010 года подал в отставку с поста главного тренера сборной в связи с тем, что на чемпионате мира по дзюдо грузинский борец, олимпийский чемпион, явный фаворит Ираклий Цирекидзе опоздал на схватку.